# Lukina Jama–Trojama
Lukina Jama–Trojama (en français : La fosse de la grotte de Luc), est un gouffre située en Croatie dans le parc national de Sjeverni Velebit, dans le massif de Velebit. Il atteint 1 421 mètres de profondeur. 
En 2010, lors d'une expédition spéléologique, il fut le lieu de la découverte d'une nouvelle espèce de gastéropode, le Zospeum tholussum.

## Description
Le gouffre porte le nom d'un spéléologue croate, Ozren Lukic, mort durant la guerre de Croatie alors qu'il était soldat sur le massif de Velebit.  
Il possède deux entrées principales, l'entrée Trojama qui a une ouverture de 22,5 mètres sur 5 mètres, et celle de Lukina Jama, qui est une faille longue de 26 mètres et large de 2 mètres seulement. 
Le conduit partant de l'entrée Lukina Jama rejoint un boyau latéral de l'autre entrée à une profondeur de 160 mètres, et le conduit de l'entrée Trojama rejoint l'autre conduit vers 320 mètres de profondeur. 
Deux paliers interrompent la descente, le premier à -743 mètres et le suivant à -950 mètres. Un dernier palier se situe à -1 392 mètres.
Avec ses 1 421 mètres de profondeur, il est le gouffre le plus profond de Croatie et d'Europe orientale. 

## Biospéologie
Le gouffre de Lukina Jama–Trojama possède une faune unique en Europe. En particulier, il abrite la plus grande colonie de sangsues de la famille des Hirudinea. 
En 2010, lors d'une expédition spéléologique, une nouvelle espèce de gastéropode a été découverte : le Zospeum tholussum.